# Martineum (Halberstadt)
Das Martineum war eines der beiden Gymnasien in Halberstadt in Sachsen-Anhalt und ist seit dem Schuljahr 2023/24 als „Haus Martineum“ Teil des Gymnasiums Halberstadt.

## Geschichte
Das Martineum gehört zu den ältesten Schulen Deutschlands. Im Jahr 1545 wurde die frühere Pfarrschule zur ersten städtischen Schule Halberstadts umgewandelt.
1947 wurde im Zuge der Schulreform das Martineum mit dem Domgymnasium (Gymnasium Stephaneum) vereinigt, die Schule erhielt den Namen Dom- und Ratsschule (DORA). Während der DDR-Zeit wurde die Schule 1964 in „EOS Bertolt Brecht“ umbenannt. Das Martineum erhielt am 23. April 1992 während der Martineumstage seinen alten Namen zurück. Am selben Tag erhielt der damalige Direktor Harald Schiller eine Urkunde, die das Gebäude als Denkmal ausweist.
Zum Schuljahr 2023/2024 wurde die Schule aufgrund allgemein sinkender Schülerzahlen mit dem zweiten Halberstädter Gymnasium, dem Käthe-Kollwitz-Gymnasium, zusammengeführt. Das Gebäude des Martineums ist der Hauptsitz.

## Sanierung
Das historische Gebäude wurde erweitert; der Grundstein für die Erweiterung wurde am 27. November 1992 gelegt. Die an diesem Tage verlesene Urkunde wurde zusammen mit einer Schulchronik, einer Tageszeitung und aktuellen Münzen in die Kupferschatulle bei der Grundsteinlegung im Fundament hinterlegt. Teil der Erweiterung ist eine neue Sport- und Mehrzweckhalle sowie neue Unterrichtsräume. Das Richtfest fand weniger als ein Jahr später, am 20. September 1993 statt. Im Schuljahr 1994 wurden dann die neuen Räumlichkeiten zum ersten Mal im Lehrbetrieb genutzt; die Schlüsselübergabe fand am 18. August 1994 statt. Die Sanierungsarbeiten, die auch das alte Gebäude einschlossen, wurden endgültig am 9. Oktober 1995 abgeschlossen. Insgesamt wurden 23 Millionen DM in den Neu- und den Altbau investiert. Die Kapazität der Schule beträgt seitdem 900 Schüler, welche in 39 modern eingerichteten Klassenräumen und Fachkabinetten unterrichtet werden. Am 22. März 1995 erhielt der Neubau des Martineum eine Auszeichnung im Bereich „Lückenbebauung“ im Fassadenwettbewerb der Stadt Halberstadt.

## 450. Jubiläum
Im Jahr der Fertigstellung der Sanierung 1995 fand das 450. Jubiläum der Schule statt. Das umfangreiche Festprogramm wurde am 29. April eröffnet. Die Feierlichkeiten begannen zunächst mit einem ökumenischen Gottesdienst in der Martinikirche, inklusive einer Predigt von Joachim Rogge, einem ehemaligen Schüler des Martineum. Der Festakt fand dann im Halberstädter Theater statt. Das Programm an diesem Tage wurde ergänzt durch Fahrten mit der historischen Straßenbahn, und als ein besonderer Höhepunkt wurde im Dom der historische Pendelversuch des französischen Physikers Léon Foucault von Schülern des Martineums neu vorgeführt, der die Erdrotation nachweist.

## Sonstiges
Die Aula der Schule mit ihren farbigen Fenstern wird gelegentlich für Ausstellungen genutzt.

## Personen der Schule

### Rektoren / Direktoren
Martineum
- 1578–1582: Paul Laurentius
- 1806–1823: Christian Gottfried Wilhelm Lehmann

Domgymnasium (Stephaneum)
- –1758: Johann Christoph Wurzler (1685–1758)
- 1758–1782: Christian Gottfried Struensee (1717–1782)
- 1783–1800: Gottlob Nathanael Fischer (1748–1800)
- 1800– : Johann Karl Christoph Nachtigal (1753–1819)
- 1871–1891: Gustav Schmidt (1829–1892)
- 1892–1907: Hermann Röhl, Altphilologe

### Lehrer
- Theodor Schmid (1798–1877), Altphilologe
- Karl Gustav Heiland (1817–1868), Philologe

### Schüler
Domgymnasium Stephaneum
Gottlieb Ludolph Krehl (1745–1823), Superintendent von Pirna
Friedrich Victor Lebrecht Plessing (1749–1806), Philosoph und Hochschullehrer
Carl Anton von Arnstedt (1751–1822), Stiftshauptmann im Stift Quedlinburg
Johann Heinrich Ludwig Holtze (1779–1858) Schüler ab 1791 bis ca. 1795, Sekretär am preußischen Oberlandesgericht
Karl Ludolf Menzzer (1816–1893),  Philologe und Naturphilosoph
Gustav Könnecke (1845–1920), Archivar und Literaturhistoriker, Bilderatlas zur Geschichte der deutschen Nationalliteratur
Hermann Böttcher (1846–1925), Gymnasiallehrer und Heimatforscher
Walter Nicolai (1873–1947), Schüler von 1884 bis 1887, deutscher Generalstabsoffizier
Moses Auerbach (1881–1976), Schüler von 1892 bis 1899, deutsch-israelischer Rabbiner
Gerhard Stumme (1889–1934), Landrat in Weißensee und Nordhausen
Günther Harder (1902–1978), evangelischer Pfarrer, Theologe und Hochschullehrer
Wolfgang Menger (1919–2006), Kinderarzt
Werner Hartmann (1923–2022), Lehrer und Heimatforscher
Jürgen Stroech (1930–2023), Bibliothekar und Historiker